# Шара Шалкагазі
Кулі Шалкагазі (угор. Salkaházi Sára 11 травня 1899, Кошиці, Австро-Угорщина — 27 грудня 1944, Будапешт, Угорщина) — сестра жіночої чернечої конгрегації Сестри соціальної служби, учасниця порятунку близько ста угорських євреїв під час нилашистского режиму, мучениця.

## Життєпис
Кулі Шалкагазі народилася 11 травня 1899 року в Кошицях і там отримала педагогічну освіту, після чого протягом одного року працювала вчителькою. Коли після першої світової війни місто Кошиці став частиною Чехословаччини, новий чехословацький уряд вимагав від учителів присяги на вірність. Кулі відмовилася від неї і тому була змушена залишити кар'єру вчительки.
Після втрати роботи навчилася палітурній справі. В цей же час публікувала в угорських газетах Верхній Угорщині свої повісті, гуморески, жанрові картини. Її перша публікація з'явилася в Esti Újság (Вечірня газета) в Кошицях під псевдонімом Сыфакс (Syphax) 2 лютого 1919 року. Після практики в журналістському ремеслі, вона стала головним редактором друкованого органу Провінційної християнсько-соціалістичної партії — головної угорської політичної сили Чехословаччини.
У 1927 році Кулі Шалкагазі познайомилася з членами жіночої конгрегації «Сестри соціальної служби», заснованої Маргіт Шлахтаю в Кошицях. Кулі Шалкагазі закінчила соціальні курси в конгрегації.
У 1929 році вступила до монастиря в Сегварі, але до своєї першої обітниці, даного на Трійцю 1930 року, провела ще кілька місяців у Кошицях, де організувала місцевий Карітас. Два роки пізніше вона виконувала подібну роботу в Комаромі. Крім управління Карітасом викладала двадцять шість уроків в тиждень, наглядала за кухнею для дітей, магазином предметів релігійного культу, богодільні і редагувала журнал Katholikus nő (Католичка). У 1934 році її перевели до Кошиць.

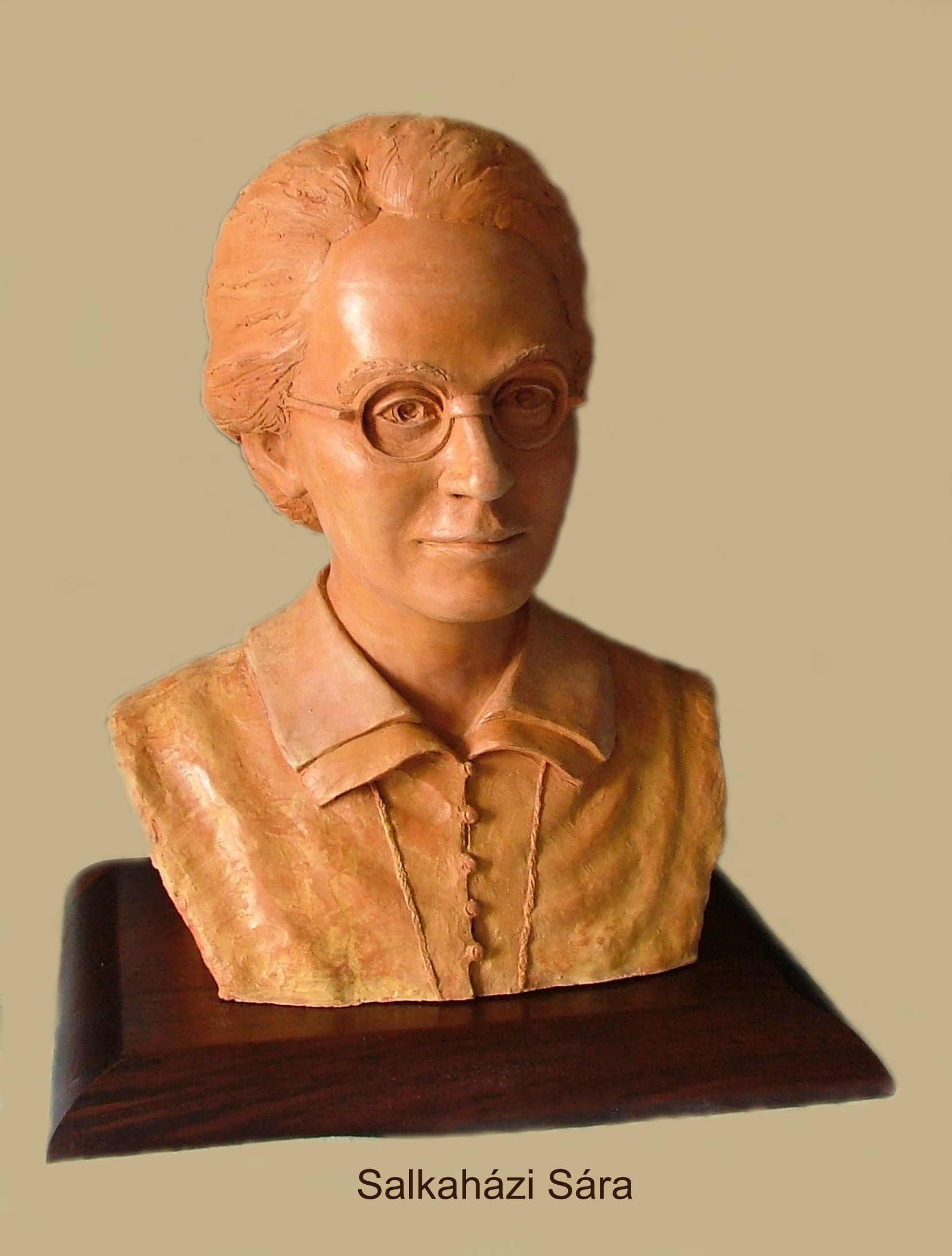
Річард Юха. Теракотовий бюст Кулі Шалкагазі

У 1937 році подала заяву на виїзд до Бразилії, щоб працювати там місіонеркою угорських бенедиктинців, що жили там. Для поїздки до Бразилії їй необхідно було отримати угорське громадянство, тому Шалкагазі остаточно переселилася до Будапешту. Політичні події, пов'язані з другою світовою війною, зірвали цю місіонерську поїздку. На Трійцю 1940 року дала вічну обітницю, з девізом Alleluja! Ecce ego, mitte me!  (Алілуя! Ось я, направ мене!).
З початку 1941 року стала загальнонаціональним керівником Союзу католицьких працюючих жінок і дівчат. Редагувала газету руху, організовувала збори, духовні дні в країні протягом трьох років відкрила п'ять нових притулків для бідних з трьомастами місцями в цілому і почала створювати Інститут робочих жінок.
Під час Другої світової війни сестри соціальної служби ховали близько тисячі переслідуваних євреїв. В цей час Кулі Шалкагазі, завідуючи будинком жіночих робочих — Католицьким притулком захисту жінок — на вулиці Бокрета, ховала близько сотні людей.
27 грудня 1944 року нілашисти, що шукають євреїв, оточили притулок і затримали чотирьох людей і викладачку закону Божого Вільму Бернович. Сестра Кулі з'явилася наприкінці акції, але не втекла, і теж була заарештована.
Обставини смерті Кулі Шалкагазі довго не були відомими. Двадцять років потому один з підсудних у процесі над нілашистами з Зугло розповів суду, що сталося. За його словами, заарештованих пригнали перед будівлею Головної митниці, змусили їх роздягнутися і поставили на берег Дунаю. Перш ніж ударив залп, низька жінка з чорним волоссям — сестра Кулі — звернулася до катів, подивилася їм в очі, стала на коліна, подивилася в небо і перехрестилася.

## Уславлення

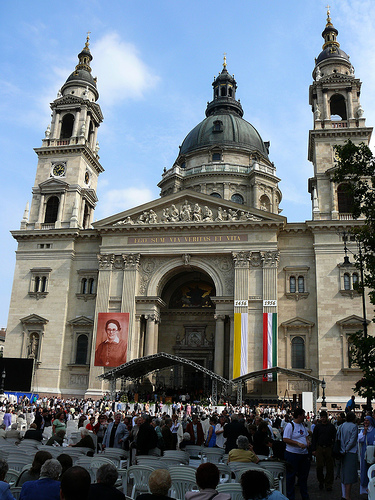
Беатифікація Кулі Шалкагазі

Конгрегації «Сестри соціальної служби» почали процедуру її зарахування до лику блаженних нарикінці 1996 року, яка була схвалена Святішим Престолом у січні 1997 року. Папа римський Бенедикт XVI підписав декрет про причислення її до лику блаженних 28 квітня 2006 року, який урочисто оголошено 17 вересня 2006 р. на площі перед будапештською базилікою святого Іштвана у присутності десятитисячної натовпу.
Її день святкується 11 травня.

## Нагороди
- За героїчну діяльність з порятунку людей єрусалимський Інститут Яд ва-Шем визнав її праведницею світу в 1972 році.
- У 1996 році міністром внутрішніх справ визнання відважної поведінки і витримки їй посмертно присвоєно медаль за відвагу.
- Оскільки сестра Кулі стала жертвою політичного безправ'я угорської держави, Орден сестер соціальної служби отримав символічну компенсацію в 1997 році.
- 27 грудня 2008 року кардинал і примас Петер Ерде в рамках меси урочисто відкрив будапештсткую римсько-католицьку парафіяльну церкву і общинний центр імені блаженної Кулі Шалкагазі в Уйпалотеі (адреса: 1156 Budapest, Szerencs utca).